# Coendou mexicanus
O porco-espinho-anão-mexicano ou porco-espinho-mexicano (Coendou mexicanus) é uma espécie de porco-espinho. Notável pela ampla distribuição, podendo ser achado no México, El Salvador, Costa Rica, Panamá, Guatemala, Honduras, Nicarágua e Belize.
Tal espécie era atribuída ao gênero Sphiggurus,já não mais reconhecido, com estudos provando que era polifiletico. Seus parentes vivos mais próximos incluem o ocasionalmente simpátrico porco-espinho-andino e o mais raro Coendou rufescens.

## Descrição

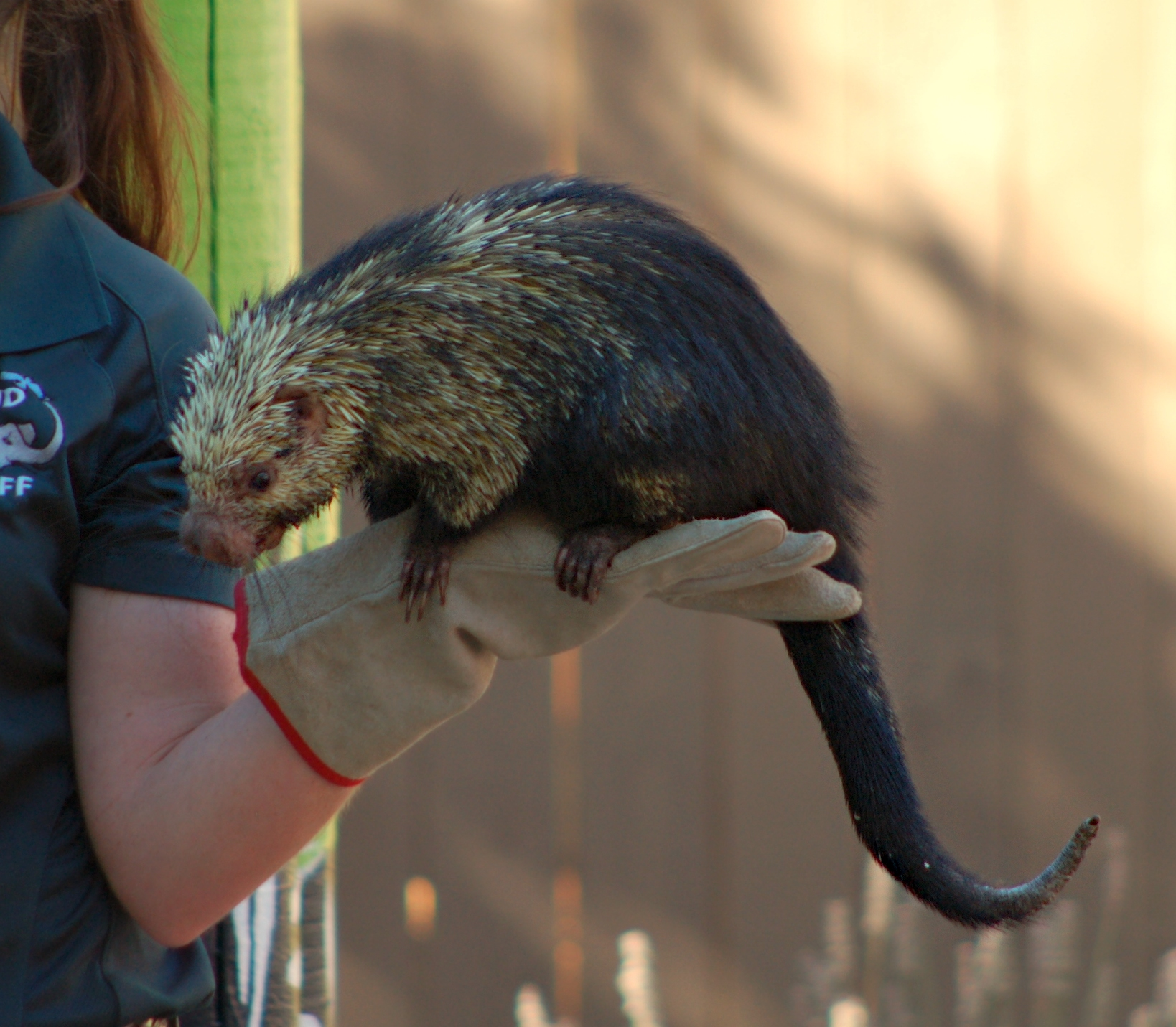
Um espécime saudável em um parque de diversões em Vallejo, Califórnia.

Este porco-espinho possui a cabeça pálida e o corpo escuro. O comprimento da cabeça e do corpo varia entre cerca de 320 e 457 mm, com uma cauda variando de 200 a 358 mm. O peso máximo é de cerca de 2,6 kg. Este porco-espinho é coberto por espinhos curtos amarelados, mas estes são quase totalmente obscurecidos pelos longos pelos pretos do corpo.  Às vezes, os espinhos nos ombros e nas costas são visíveis projetando-se através dos cabelos. Em contraste, a cabeça é ausente de pelos, revelando os espinhos amarelados. O focinho é rosa, largo e bulboso, e os olhos são pequenos. A cauda é preênsil, espinhosa e larga na base, afinando para a ponta. Este porco-espinho difere do similar porco-espinho-andino, em que o ouriço-andino é mais espinhoso, não tem a pelagem peluda e é mais volumoso.

## Ecologia
Espécie de adaptações arborícolas, com sua cauda preênsil para se agarrar a galhos. É um animal de hábitos noturnos e possui como preferência agir nas mais escuras noites. Atravessando o dia em troncos ocos de árvores, repousando em galhos frondosos, bambuais e terras altas. Como usam do mesmo esconderijo todos os dias, acumula uma pilha de excrementos que produz um forte odor. A dieta consiste em brotos, folhas jovens, frutas e sementes. Favorece como opção particular as árvores frutíferas dos gêneros Ingá, Cecropia, Ficus e Brosimum. Os indivíduos normalmente vivem sozinhos e são silenciosos, mas na época de reprodução é mais vocal, emitindo gritos e uivos. A fêmea geralmente tem um único filhote. Seus maiores predadores, fora o homem, são cobras, coiotes, onças-pintadas e em áreas onde sobrepõe também são extensamente caçados pelos gaviões-reais.